# Hugo Cuenca
Hugo Francisco Cuenca Martínez (Coronel Oviedo, 8 de enero de 2005) es un futbolista paraguayo. Juega de mediocampista. Su equipo actual es el Genoa de la Serie A de Italia.

## Trayectoria
Empezó a jugar al futbol en la academia del Club Deportivo Capiatá, en 2022 se unió a las inferiores del A. C. Milan.
Debutó profesionalmente el 24 de agosto de 2024 con el Milan Futuro en la derrota ante el Virtus Entella.

## Selección nacional
El 24 de agosto de 2024 fue llamado por la selección absoluta para los partidos de Clasificación de Conmebol para la clasificación mundialista al Mundial 2026 ante Uruguay y Brasil, debutó el 10 de septiembre sustituyendo a Miguel Almirón en la victoria ante Brasil.

## Estadísticas

### Clubes
Actualizado al último partido disputado el 14 de septiembre de 2024.
| Club                  | Div.          | Temporada     | Liga  | Liga  | Liga   | Copas nacionales | Copas nacionales | Copas nacionales | Copas internacionales | Copas internacionales | Copas internacionales | Total | Total | Total  |
| Club                  | Div.          | Temporada     | Part. | Goles | Asist. | Part.            | Goles            | Asist.           | Part.                 | Goles                 | Asist.                | Part. | Goles | Asist. |
| --------------------- | ------------- | ------------- | ----- | ----- | ------ | ---------------- | ---------------- | ---------------- | --------------------- | --------------------- | --------------------- | ----- | ----- | ------ |
| Milan Futuro · Italia | 3.ª           | 2024-25       | 3     | 0     | 0      | 2                | 0                | 0                | 0                     | 0                     | 0                     | 5     | 0     | 0      |
| Milan Futuro · Italia | Total club    | Total club    | 3     | 0     | 0      | 2                | 0                | 0                | 0                     | 0                     | 0                     | 5     | 0     | 0      |
| Total carrera         | Total carrera | Total carrera | 3     | 0     | 0      | 2                | 0                | 0                | 0                     | 0                     | 0                     | 5     | 0     | 0      |